# Рокуа, Мели
Мели Рокуа (англ. Meli Rokoua; род. 24 июля 1994 года, Нанди, Фиджи) — фиджийский регбист, выступающий на позиции центрального трехчетвертного за «ВВА-Подмосковье».

## Биография
Мели привлек внимание к себе выступая за сборную Фиджи по регби-7. Сначала он выступал в португальской «Агрономии», с которой дважды становился серебряным призёром чемпионата Португалии (проигрыши в финале КДУЛ и «Белененсеш»). В 2017 стал обладателем Кубка Португалии. В 2018 году Рокуа переходит в южноафриканский «Саутерн Кингз» и дебютирует в Про14. В 2019 году выступал за «Слонов Восточной провинции». Перед началом сезона 2020 года перешёл в «ВВА-Подмосковье». Дебютировал в 1-м туре против пензенского «Локомотива». 
Рокуа привлекался в сборную Фиджи по регби-7 с 2016 года.